# Neolophonotus ktenistus
Neolophonotus ktenistus là một loài ruồi trong họ Asilidae. Neolophonotus ktenistus được Londt miêu tả năm 1986. Loài này phân bố ở vùng nhiệt đới châu Phi.